# Chinamiris laticinctus
Chinamiris laticinctus är en insektsart som först beskrevs av Walker 1873.  Chinamiris laticinctus ingår i släktet Chinamiris och familjen ängsskinnbaggar. Inga underarter finns listade i Catalogue of Life.